# Les serps cegues
Les serps cegues és una novel·la gràfica del guionista Felipe Hernández Cava i del dibuixant Tomeu Seguí Nicolau publicada per primera vegada el 2008 que narra una història de venjances i que té com a teló de fons la Guerra Civil espanyola i el Nova York de la Gran depressió.

## Creació i trajectòria editorial
En Tomeu Seguí va convèncer a Felipe Hernández el maig de 2006 que desenvolupessin una obra que unís la Nova York de la Gran depressió amb la Guerra Civil espanyola. També va encarregar l'acolorit a Gabi Beltrán i tots junts van començar a il·lustrar la història pensant en el mercat francès, molt més potent que l'espanyol.
El gener de 2007, Seguí va optar per tornar a acolorir les pàgines que ja tenia acabades, just abans de la publicació del primer capítol a la revista BDbanda. Després d'un parell de mesos, mentre feia altres treballs com il·lustrador, va poder iniciar el segon capítol que acabaria el 29 de maig.
Quan va acabar el tercer capítol, l'editorial Dargaud va adquirir els drets de publicació. El març de 2008 es van publicar al mateix temps el segon i el tercer capítols a la revista BDBanda i a l'abril Seguí va entregar la seva última pàgina.
La primera edició de l'obra completa va aparèixer a l'agost de 2008 a França, quan els autors ja havien començat a fer la seva següent obra en comú, Las raíces del caos.

## Argument
Les serps cegues és una novel·la il·lustrada que presenta una trama policíaca,  "protagonizada por un misterioso personaje que busca a Ben Koch" , al mateix temps que, com explica el seu propi guionista, serveix de 
| « | pretexto para hablar de algo que está de rabiosa actualidad: los excesos que cometen las personas en nombre de las ideologías". | » |

La trama s'estructura en 7 capítols de 8 pàgines cadascun que alternen el present i el passat de la narració.
I. Nova York, 1939. Un home amb un vestit vermell comença la cerca de Ben Koch i per això s'allotja a l'hostal Red, propietat d'un amic del primer.
II Nova York, estiu de 1936. Després d'haver fugit de Denver, Ben Koch contacta, gràcies a Red, amb un grup comunista liderat per Curtis Rusciano i que estava vertebrat al voltant del diari comunista Daily Worker. Quan, en una enganxada de cartells propagandístics, Curtis assassina a un policia, Ben se'n va dels Estats Units amb la idea de participar en la Guerra Civil espanyola.
III Nova York, 1939. L'anònim home de vermell continua estant a la pensió, esperant l'aparició de Ben Koch mentre que aquest busca a Curtis a la casa de la mare del seu fill Roy. Aquesta casa està vigilada pels policies federals.
IV Barcelona, febrer de 1937. Acabat d'estar aïllat al POUM, un ferit Ben (amb el nom d'Allan) és acollit en un pis compartit per membres de la CNT, Pere, Virgínia i Eulàlia. Ben començarà una relació sentimental amb l'Eulàlia. Tots ells, acompanyats per Curtis, s'enfronten a les forces de la Generalitat de Catalunya pel control de la Central de Comunicacions, però Pere, Virgínia i Eulàlia moren quan esclata l'arsenal que guardaven en el seu pis.
V Nova York, 1939. Curtis, fart de viure en la clandestinitat, sol·licita que el treguin dels Estats Units. Desconfia, tot i això, dels que el van a buscar i els mata i se'n va a la pensió de Red perquè li digui, torturant-lo, a on està Ben.
VI Serra de Pàndols, Terra Alta, 1938. Ben s'ha quedat aïllat a la trinxera amb un altre brigadista estatunidenc. Aquests reben la visita de Curtis, en aquests moments un comissari comunista, que fingeix que els porta provisions per a apropar-s'hi i per a matar-los com havia fet abans amb Pere, Virgínia i Eulàlia.
VII Nova York, 1939. L'home anònim de vermell desperta a Ben i l'avisa que Curtis es dirigeix al magatzem en el que s'amaga. Ben li demana que li doni més temps dient-li que acomplirà el seu pacte de matar a Curtis i ho fa calant foc al magatzem amb ells a dins. Després, Ben corre cap a un tuguri de jazz per a trobar-se amb l'home de roig...

## Estil
Les serps cegues té una "elegant estètica de la Nova York dels anys 30" i mostra un to realista emparentat amb la novel·la negra. Tomeu Seguí es va documentar en llibre de fotografies de Berenice Abbott. L'autor ha dit que ha estat influenciat per Miguelanxo Prado, Honoré Daumier i Pieter Brueghel el Vell.

Tot això suposa un "canvi de registre a nivell del traç" per a Seguí amb l'objectiu de "que les imatges traduïssin la degradació dels personatges i el seu entorn." Abandona i, com explica Álvaro Pons el seu 
| « | tradicional blanco y negro para adentrarse en un color potente, lleno de sombras y matices, que juega con una paleta de tonalidades rojizas para transmitir una atmósfera agobiante y opresiva, calurosa como el infierno. El trazo vitalista y nervioso al que Seguí nos había habituado en sus obras de corte costumbrista, es sustituido por una pincelada dura, gruesa, que acompaña perfectamente a la historia de Cava en forma discreta, invisible, pero dando el plano adecuado, el ritmo perfecto y la composición necesaria. | » |

## Premis
- Premi al millor guió i millor autor espanyol en el XV Saló del Còmic de Barcelona el 2009.[3]
- Premi Nacional de Còmic Espanyol el 2009.[3]
- Premi al millor guió d'historieta realista del 2009 donat pel Diario de Avisos.[5]
- IX Premi de la crítica de 2009 al millor guionista i a la millor obra nacional.[5]
- Seleccionat pels llibreters francesos com un dels 15 millors àlbums del 2008.[5]